# (4716) Urey
(4716) Urey (1989 UL5) – planetoida z pasa głównego asteroid okrążająca Słońce w ciągu 5,67 lat w średniej odległości 3,18 j.a. Odkryta 30 października 1989 roku.